# Monster Truck Madness 64
Monster Truck Madness 64 es un videojuego de carreras todoterreno de 1999 desarrollado por Edge of Reality y publicado por Rockstar Games para Nintendo 64. Es el tercer juego de la serie Monster Truck Madness.

## Jugabilidad
Monster Truck Madness 64 es un juego de carreras de camiones monstruo. El juego cuenta con 20 camiones para viajar y 10 pistas para correr.
Los modos de juego para un solo jugador que ofrece el juego son exhibición y carrera en circuito. Durante las carreras tienes que conducir a los puntos de control para establecer tu tiempo. Puede recoger una variedad de potenciadores como invisibilidad, misiles teledirigidos, manchas de aceite, bombas retráctiles, modos de vuelo estacionario, nitro, supersaltos y escudos.
En multijugador, el juego ofrece varios modos de juego, como hockey, fútbol, persecución policial, cumbre rumble (rey de la colina) y etiqueta.
Se puede correr en las pistas durante varios tipos de clima y diferentes momentos del día.

## Modos de juego

### Circuito
Hay tres modos disponibles: Principiante, Intermedio y Experto.  Cada modo es similar, excepto que los otros 3 camiones contra los que compite el jugador son más difíciles de vencer a medida que el modo se vuelve más difícil.  Además, ganar carreras en los modos más difíciles desbloqueará más pistas.  Ganar una carrera requerirá pasar todos los puntos de control.  Los power-ups están disponibles para su uso.

### Exposición
Este modo le permitirá al jugador decidir contra cuántos competidores competirá, en qué pista competirá (si la pista está desbloqueada) y qué condiciones climáticas están presentes.

### Práctica de batalla

#### Summit Rumble
Se compite con hasta otros 3 camiones en Summit Rumble.  El objetivo principal es permanecer en el logotipo de NWO en la plataforma sin ser eliminado por otros competidores.

#### Persecución
Juega a la mancha con hasta otros 3 camiones en cualquier otro campo.  Se requiere un segundo jugador.

#### Fútbol
Juega al fútbol con hasta otros 3 camiones en un campo de fútbol.  Se requiere un segundo jugador.

## Diferencias con los juegos deMonster Truck Madness
- A diferencia de los dos primeros juegos, MTM 64 no se lanzó para PC.

- Este es el único juego de la serie lanzado por Rockstar;  los otros dos fueron lanzados por Microsoft.

- Los camiones en MTM 64 no sufren daños.

- Bulldozer no aparece en este juego.

- Este juego cuenta con 19 camiones, mientras que MTM 2 tiene 18. Esto se debe a que cuenta con un Police Truck. Rockstar agregó este camión ficticio como referencia a su juego principal, Grand Theft Auto.  Además de esto, hay un camión número 20 adicional, aunque solo existe en el modo de juego de etiquetas.

## Recepción
Power Unlimited escribió: "Aparte de una serie de 'defectos', MTM 64 tiene suficientes puntos positivos para convertirse en una variante digna de los muchos juegos de carreras estándar en los que las consolas son ricas. Una vez que te acostumbres a los controles, aún puedes divertirte mucho con él. Sobre todo con tus amigos".
64 Power escribió: "Con todo, Monster Truck Madness no es un mal juego de principio a fin, ya que a pesar de las no pocas debilidades, es simplemente divertido. Solo, no mucho tiempo, pero los modos multijugador en particular unen rápidamente una u otra hora de la tarde en una ronda sociable. Entonces, si estás harto de Maro Kart, Lylat Wars o los juegos de disparos en primera persona más populares y quieres volver a jugar un juego de "Me vengaré de ti", definitivamente se recomienda Monster Truck Madness, hombre no quiere usar el juego muy a menudo en modo individual y puede vivir con las debilidades técnicas".
Video Game escribió: "Mi opinión: Para mí, como un viejo velocista a toda velocidad, Monster Truck Madness 64 fue un poco decepcionante al principio. No se trata de pisar el acelerador a fondo y deslizarse por las curvas como un demonio, sino de conducir por la zona con sentimiento.  Pero una vez que te acostumbras a los controles, indudablemente realistas, rápidamente aparece un factor divertido. La estimulante banda sonora de heavy metal encaja a la perfección con los eventos y te lleva a nuevas y mejores actuaciones.  Sólo el aspecto brumoso típico del N64 estropea la impresión general positiva. Las diversas armas adicionales también saben cómo complacer, pero por qué solo usted y ninguno de los controladores de la CPU pueden usarlas es un misterio para mí".
X64 escribió: "Un juego que podría haber sido excelente, por desgracia, nunca controlas realmente tu vehículo. Los circuitos son enormes, pero un poco frustrantes...".
Super Play escribió: "Gráficamente, Monster Truck Madness 64 es bastante rápido con vehículos de diseño delicioso y original. Desafortunadamente, el diseño de la pista es más simple y la infame niebla de Nintendo es espesa. Especialmente si hay cuatro jugadores. Junto con la sensación de ingravidez y el control extraño o francamente inexistente, la impresión general es un juego con ambiciones divertidas y originales pero una ejecución demasiado descuidada".
Nintendo Power escribió: "Los camiones monstruo se crearon para eventos de arena, no para campo a través, por lo que no debería sorprender que los modos multijugador que tienen lugar en arenas limitadas brinden la mayor locura monstruosa. Si planeas jugar MTM en los modos multijugador, probablemente lo pasarás bien. Pero si estás buscando un juego de carreras para un jugador, es posible que quieras seguir buscando".
Gary Norris de Happy Puppy escribió: "Parece que hay alrededor de mil millones de juegos de carreras para la N64. Los fanáticos de los camiones monstruo probablemente estarán complacidos, pero desearía que hubiera algunas pistas reales de camiones monstruo. Habría sido genial atropellar algunos autos en un estadio lleno de tierra".
Adrenaline Vault escribió: "Si bien no es un asunto espectacular, Monster Truck Madness 64 sigue siendo un juego todoterreno agradable, aunque sucio, que puede ser muy divertido para varios jugadores.  Desafortunadamente, debido a un modo para un solo jugador bastante soso, un esquema de control problemático y algunos descuidos cuando se trata de retoques gráficos, este título no llega a la grandeza.  Sin embargo, no se desanime por completo de probarlo, ya que sin duda vale la pena ver el MTM 64, aunque solo sea como alquiler".
Consoles+ escribió: "Un concepto divertido pero una jugabilidad mediocre calma rápidamente el calor".
Total! escribió: "Si puede pasar por alto las fallas técnicas y no está necesariamente buscando un juego de carreras realista o de ritmo rápido, es posible que le gusten los Monster Trucks".
All Game Guide escribió: "Esto se debe a que los cuatro jugadores están en el mismo barco: todos los camiones son extremadamente sensibles, por lo que es divertido escuchar a tus amigos maldecir en la pantalla y sus controladores mientras intentan derribarte de una plataforma gigante. Los modos de fútbol y hockey también son entretenidos para jugar con un grupo de amigos, ya que parte del disfrute proviene de la imprevisibilidad de dónde irá la pelota después de embestirla. Si bien el otro modo multijugador (Tag) no es tan atractivo, la selección es lo suficientemente diversa como para satisfacer a la mayoría de los jugadores que buscan algo diferente de sus batallas habituales de cuatro jugadores GoldenEye 007 o Turok 2: Seeds of Evil. ¡Ojalá los controles no fueran tan irritantes!".
Mega Fun escribió: "Pero Microsoft lo juzgó mal. No hubiera creído que esta compañía fuera capaz de lanzar un título así como estreno en consolas. Visualmente, Monster Truck Madness no tiene absolutamente nada que ofrecer. Los gráficos súper borrosos van acompañados de una densa niebla y parecen más que antediluvianos. El manejo de los camiones recuerda más a una pastilla de jabón en el plato de ducha que a pick-ups muy tuneados. El comentarista ya está molesto después de la primera ronda y la extraña música de fondo podría ser fácilmente muda de la escena punk de los 80. Solo queda una cosa por decir sobre este juego: ¡manos fuera!".
Gaming Age escribió: "Tiene algo de bueno, tiene algo de malo y tiene algo de feo.  Monster Truck Madness 64 es otro título promedio de Nintendo 64 en el mercado que no merece más que un alquiler. A menos, por supuesto, que los modos multijugador te resulten extremadamente divertidos, como me sucedió a mí".
Nelson Taruc de GameSpot escribió: "Cuando uno suma todo, Monster Truck Madness termina como apenas jugable y apenas divertido.  Los jugadores ansiosos por una solución de camión monstruo deben ahorrar su dinero hasta que la cosa real llegue a la ciudad".